# Augustin Grass-Mick
Augustin Grass-Mick, né à Paris 7e le 5 septembre 1873 et mort à Marseille le 27 janvier 1963, est un peintre et dessinateur français.

## Biographie
Fils de Jacob Grasmick, employé, et de Marie Rosenback, couturière, Augustin est né au domicile familiale, situé au 47 rue de l'Université. 
Peintre, pastelliste, dessinateur de portraits, de scènes urbaines et de paysages, il prend le nom de « Grass-Mick » dès le début de sa carrière. Il participe à la seconde époque du Phare littéraire et artistique à partir de fin 1893 dirigé par Gyp de Nixo (Gaston Fouraignan, dit), et devient proche de Paul Verlaine, Antoine Bourdelle, Auguste Rodin, Edgar Degas et de Henri de Toulouse-Lautrec. Dans l'édition du 20 juillet 1894 du Phare, il a droit à un portrait biographique un peu fantaisiste.
À compter de 1898, il entame une carrière de dessinateur de presse et livre des compositions à de nombreux périodiques comme Le Cri de Paris, Le Charivari, Le Sourire, Le Journal pour tous, Le Pêle-Mêle, La Caricature, La Vie pour rire, Le Tutu, Sans-gêne, Jean-qui-rît, Le Frou-frou, l'Almanach Vermot, La Gaudriole, La Chronique amusante, Le Bon Vivant, Le Pompon, Nos loisirs, Les Hommes du jour, etc..
En décembre 1904, il expose à la galerie Berthe Weill (Paris) en compagnie de Gottlob, Charles Léandre, Ricardo Florès, Noblot, Roubille et Louis Vallet.
Le 7 novembre 1906, il épouse à Paris 15e, Thérèse Angéline Aeschlimann.
Cette année-là, il expose au salon d'Automne, ainsi qu'aux Indépendants. Il revient au salon d'Automne de 1909 à 1913 et en devient sociétaire. Il y expose des gouaches représentant des intérieurs, des natures mortes, ainsi que des portraits et des paysages. Il est représenté par la galerie Eugène Druet.
Peu avant la Première Guerre mondiale, il s'installe à Marseille. Il collabore au Journal de Marseille. Il produit quelques essais sur les dessins de Daumier sur lesquels il organise une exposition, retrouvant même son domicile natal.
Le 4 janvier 1932, à Marseille, il épouse en secondes noces Marie Joséphine Valentine Marcelle Lavit.

## Œuvre

### Ouvrages illustrés
- Guy de Téramond, La Glorieuse Canaille, Paris, H. Simonis Empis, 1902.
- Elzéard Rougier, La Ville des santons, Marseille, Tacussel, 1927.
- La Lumière sur Daumier. Étude sur l'artiste et son œuvre, Marseille, Tacussel, 1931.
- De la lumière sur Puget, Marseille, A. Ged, 1934.
- Charles Moracchini, Des chimères et des fiacres. Grass-Mick et son époque, J. Peyronnet & Cie éditeurs, 1954.